# Epidendrum polyanthum
Epidendrum polyanthum är en orkidéart som beskrevs av John Lindley. Epidendrum polyanthum ingår i släktet Epidendrum och familjen orkidéer. Inga underarter finns listade i Catalogue of Life.